# 船帆座HX
船帆座HX，又名CD-47 4251，HD 74455、SAO 220313、HR 3462，是船帆座的一颗恒星，视星等为5.51，位于銀經266.6，銀緯-3.61，其B1900.0坐标为赤經8h 39m 2s，赤緯-47° -3.61′ 24″。